# Могошешть (комуна)
Могошешть, Могошешті (рум. Mogoșești) — комуна у повіті Ясси в Румунії. До складу комуни входять такі села (дані про населення за 2002 рік):
- Будешть (360 осіб)
- Минжешть (687 осіб)
- Могошешть (2734 особи)
- Хадимбу (1136 осіб)

Комуна розташована на відстані 309 км на північ від Бухареста, 13 км на південний захід від Ясс.

## Населення
За даними перепису населення 2002 року у комуні проживали 4917 осіб.
Національний склад населення комуни:
| Національність | Кількість осіб | Відсоток |
| -------------- | -------------- | -------- |
| румуни         | 4916           | > 99,9%  |
| угорці         | 1              | < 0,1%   |

Рідною мовою назвали:
| Мова      | Кількість осіб | Відсоток |
| --------- | -------------- | -------- |
| румунська | 4916           | > 99,9%  |
| угорська  | 1              | < 0,1%   |

Склад населення комуни за віросповіданням:
| Релігія       | Кількість осіб | Відсоток |
| ------------- | -------------- | -------- |
| православні   | 4891           | 99,5%    |
| адвентисти    | 9              | 0,2%     |
| п'ятдесятники | 7              | 0,1%     |
| римо-католики | 1              | < 0,1%   |